# Вавпча вас
Вавпча вас (словен. Vavpča vas) је некадашње насеље у општини Семич, регија Југоисточна Словенија, Словенија.

## Историја
До територијалне реорганизације у Словенији била је у саставу старе општине Чрномељ. 2001. године насеље је укинуто и припојено насељу Семич.

## Становништво
| Број становника према пописима |
| ------------------------------ |
| 1991                           |
| 208                            |

Напомена: Године 1990. умањено за део насеља који је припојен насељу Садиња вас, а увећано за део насеља Семич. Године 2001. припојен насељу Семич.